# Luciano Burti
Luciano Burti, né le 5 mars 1975 à São Paulo (Brésil), est un pilote automobile brésilien. Il a notamment disputé 15 Grands Prix de Formule 1.

## Biographie
Luciano Burti, pilote essayeur chez Stewart en 1999 puis Jaguar en 2000 (en fait toujours au sein de la même écurie, Jaguar ayant racheté Stewart) débute en Formule 1 au Grand Prix d'Autriche 2000, en remplacement d'Eddie Irvine malade. Il réalise une honnête prestation en terminant l'épreuve à la 11e place.
En fin d'année, il est confirmé comme pilote titulaire pour la saison 2001 chez Jaguar Racing.
Il connait un début de saison difficile, régulièrement dominé par son expérimenté équipier Eddie Irvine, puis est limogé au bout de quatre Grand Prix. Il retrouve immédiatement une place de titulaire chez Prost Grand Prix, à partir du GP d'Espagne en remplacement de Gaston Mazzacane et se met en valeur en devançant lors de ses deux premiers GP son équipier Jean Alesi en qualifications. Soutenant la comparaison avec son expérimenté coéquipier français, Burti ne marque néanmoins aucun point quand Alesi parvient à en inscrire 3.

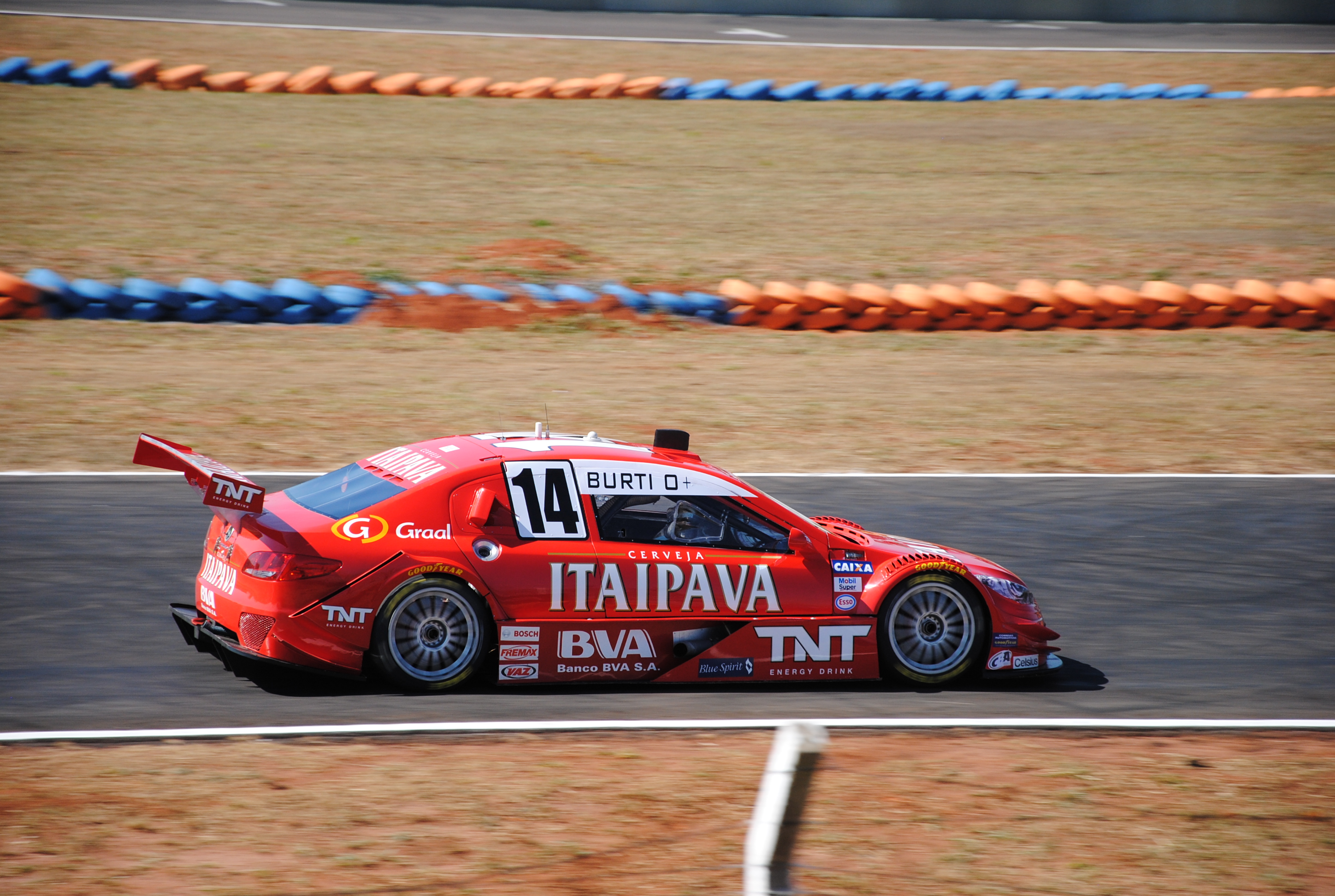
Burti en Stock-Car en 2011.

En proie au doute, il est alors victime de deux accidents majeurs qui auraient pu tourner au drame après des accrochages respectivement avec Michael Schumacher et Eddie Irvine aux GP d'Allemagne et de Belgique. À la suite de son accident en Belgique, Burti gravement blessé à la tête est remplacé pour la fin de la saison par le Tchèque Tomáš Enge, et ne conduira plus en championnat du monde de F1.
En 2002, il devient pilote essayeur chez Ferrari, avant d'en devenir le quatrième pilote en 2004.
Depuis il dispute le championnat de Stock-Car brésilien en compagnie d'anciens pilotes de F1 comme Ingo Hoffmann.

## Carrière
- 1994 - Champion d'Amérique du Sud en kart
- 1998 - Vice-champion de Formule 3
- 1999 - Pilote essayeur chez Stewart Grand Prix en Formule 1
- 2000 - Pilote essayeur chez Jaguar Racing et remplacera Eddie Irvine en Autriche, Non classé au championnat
- 2001 - Pilote titulaire chez Jaguar et Prost Grand Prix, Non classé au championnat
- 2002 à 2005 - Pilote essayeur Ferrari
- 2003 - Pilote GT

## Résultats en championnat du monde de F1
| Saison | Écurie                   | Châssis | Moteur                     | Pneus       | GP disputés | Points inscrits | Classement |
| ------ | ------------------------ | ------- | -------------------------- | ----------- | ----------- | --------------- | ---------- |
| 2000   | Jaguar Racing            | R1      | Ford Cosworth V10          | Bridgestone | 1           | 0               | n.c.       |
| 2001   | Jaguar Racing Prost Acer | R2 AP04 | Ford Cosworth V10 Acer V10 | Michelin    | 14          | 0               | n.c.       |

| Année | Écurie           | Châssis    | Moteur           | 1     | 2      | 3        | 4      | 5      | 6      | 7        | 8     | 9      | 10     | 11       | 12       | 13       | 14       | 15  | 16  | 17  | Classement | Points |
| ----- | ---------------- | ---------- | ---------------- | ----- | ------ | -------- | ------ | ------ | ------ | -------- | ----- | ------ | ------ | -------- | -------- | -------- | -------- | --- | --- | --- | ---------- | ------ |
| 2000  | Jaguar Racing    | Jaguar R1  | Cosworth CR2 V10 | AUS   | BRA    | SMR      | GBR    | ESP    | EUR    | MON      | CAN   | FRA    | AUT 11 | GER      | HUN      | BEL      | ITA      | USA | JPN | MAL | 23e        | 0      |
| 2001  | Jaguar Racing    | Jaguar R2  | Cosworth CR3 V10 | AUS 8 | MAL 10 | BRA Abd. | SMR 11 |        |        |          |       |        |        |          |          |          |          |     |     |     | 20e        | 0      |
| 2001  | Prost Grand Prix | Prost AP04 | Acer V10         |       |        |          |        | ESP 11 | AUT 11 | MON Abd. | CAN 8 | EUR 12 | FRA 10 | GBR Abd. | GER Abd. | HUN Abd. | BEL Abd. | ITA | USA | JPN | 20e        | 0      |